# Liste der Ständigen Vertreter Finnlands beim Europarat
Die Liste der Ständigen Vertreter Finnlands beim Europarat enthält Botschafter der Republik Finnland beim Europarat in Straßburg.
Die Republik Finnland ist seit 5. Mai 1989 Mitglied des Europarates.

## Ministerkomitee
Das Ministerkomitee ist das Exekutivorgan des Europarates, in diesem werden die Mitgliedstaaten durch ihre Außenminister bzw. deren Ständige Vertreter im Range eines Botschafters vertreten.

## Liste
- 1989–1991: Dieter Vitzthum
- 1991–1994: Holger Rotkirch
- 1994 – 2. Oktober 1998: Tom Grönberg
- 2. Oktober 1998 – 2002: Erkki Kourula
- 2002 – 3. September 2007: Ann-Marie Nyroos
- 3. September 2007 – 2011: Irma Ertman
- 2011–2015: Pekka Hyvönen
- 2015–:Satu Mattila-Budich[1]